# A (Ayumi Hamasaki)
A è il decimo singolo della cantante giapponese Ayumi Hamasaki, pubblicato l'11 agosto 1999. A rappresenta un caso unico nella discografia della Hamasaki, in quanto si tratta di un singolo contenente ben quattro brani distinti, al punto che la Recording Industry Association of Japan considera il disco un album e non un singolo.

## Tracce
CD singolo asiatico
1. monochrome (Ayumi Hamasaki, D・A・I)
2. Too Late (Ayumi Hamasaki, D・A・I)
3. Trauma (Ayumi Hamasaki, D・A・I)
4. End Roll (Ayumi Hamasaki, D・A・I)
5. Monochrome (Keith Litman's Big City Vocal Mix)
6. Too Late (Razor 'N Guido Remix)
7. Trauma (Heavy Shuffle Mix)
8. End Roll (Hal's Mix)
9. Monochrome (Instrumental)
10. Too Late (Instrumental)
11. Trauma (Instrumental)
12. End Roll (Instrumental)
13. End Roll (Neuro-mantic Mix)
14. Monochrome (Dub's full color Remix)

Durata totale: 75:48

## Classifiche
| Classifica (1999)           | Posizione più alta |
| --------------------------- | ------------------ |
| Oricon Weekly Singles Chart | 1                  |